# Manni Editori
Manni Editori è una casa editrice indipendente fondata del 1984, con sede a San Cesario di Lecce.

## Storia
Piero Manni e Anna Grazia D'Oria, "una coppia di operatori culturali... cresciuta negli anni della fantasia al potere del '68 studentesco" avviano la casa editrice nel gennaio 1984 con la rivista di letteratura "l'immaginazione", ancora oggi attiva; "intorno alla testata si creò fin dall'inizio una rete di relazioni e interessi culturali che diventarono organici nella programmazione di una produzione libraria, a partire dal primo libro pubblicato", Segni di poesia / lingua di pace, con testi di Edoardo Cacciatore, Mario Lunetta, Francesco Leonetti, Giorgio Caproni, Mario Luzi, Alfredo Giuliani, Antonio Porta, Edoardo Sanguineti, Paolo Volponi, Andrea Zanzotto, tutti autori che pubblicheranno negli anni successivi per Manni. Accanto alla poesia e alla narrativa, parte sempre nel 1985 "La scrittura e la storia", la prima collana di saggistica, diretta da Romano Luperini, che apre con Cina Cina di Luigi Malerba. Negli anni successivi (a volte in coedizione con l'editore Lupetti) la Manni intensifica anche il settore della pamphlettistica politica, pubblicando, tra gli altri, Salva e continua di Ovidio Bompressi, con introduzione di Erri De Luca (1997), Non ci sto!: appunti per un mondo migliore, dialogo tra Pietro Ingrao e Alex Zanotelli (2003), il Dialogo sulla legalita tra Luigi Ciotti e Nichi Vendola (2005), La sollevazione: collasso europeo e prospettive del movimento di Franco Berardi (2011). La casa editrice ha ottenuto premi prestigiosi, arrivando anche nella cinquina del Premio Strega 2017 con il romanzo di Alberto Rollo, Un'educazione milanese. Nel 2022 il catalogo consta di oltre 2100 titoli.

## Il logo
Narra la leggenda che Porto Badisco, poco a sud di Otranto, sia stato il primo approdo adriatico di Enea. Qui si trova la Grotta dei Cervi, la Cappella Sistina del Neolitico, il più imponente complesso pittorico europeo dell'era, eseguito in guano e ocra rossa. Quattromila anni fa l'abitarono i protosalentini e vi lasciarono l'affascinante testimonianza della loro cultura: scene di caccia, figure antropiche e animali, raffigurazioni simboliche e magiche, un maggiorente che danza, la misteriosa suggestiva “stanza delle manine” in fondo ad uno dei tre corridoi…
Tra le raffigurazioni compare ripetutamente una sorta di croce greca con un vuoto all'incrocio dei bracci: secondo una interpretazione corrente rappresenta quattro persone sedute a conversare intorno al fuoco. Spingendosi con l'immaginazione oltre il lecito dell'ipotesi scientifica, possiamo fantasticare cacciatori che enfatizzano le proprie imprese venatorie.
Manni ha assunto questa figura, come logo della casa editrice in quanto rappresentazione della conversazione, della comunicazione, delle storie da raccontare.

## La Dichiarazione del Ministero della Cultura di interesse storico particolarmente importante per l’Archivio e la Biblioteca Manni-D’Oria e della casa editrice Manni
A maggio 2022 l’Archivio e la Biblioteca Piero Manni e Anna Grazia D’Oria e della casa editrice Manni hanno ricevuto la Dichiarazione del Ministero della Cultura di interesse storico particolarmente importante.
Si tratta di un provvedimento formale che riconosce la sussistenza dell'interesse culturale dei beni mobili o immobili, disciplinato dal Codice per i Beni culturali e del Paesaggio.
Gli archivi della famiglia e della casa editrice sono divenuti a tutti gli effetti beni culturali sottoposti alla normativa di tutela prevista dallo stesso Codice per i Beni culturali e del Paesaggio.
La catalogazione è in corso d'opera.

## Gli autori
Tra gli autori della casa editrice si ricordano: 
- Massimo Bray (Alla voce Cultura. Diario sospeso della mia esperienza di Ministro 2019)
- Francesco Leonetti (Palla di filo: poemetto con commento; introduzione di Filippo Bettini e Romano Luperini, 1986; La vita e gli amici (in pezzi), 1992; I piccolissimi e la circe: romanzo-paradosso, 1998; La freccia: poesie, 2001; Le storie furiose: Libro dei folli e dei mostri, Il gran Can, 2003; Scritti estremi di rabbia e di gioco: narrazioni, poesie, scene e prose, 2005; Voci di una vita: racconti, poesie, dialoghi, con alcuni disegni di Arnaldo Pomodoro, 2007)
- Alda Merini (La poesia luogo del nulla, 1999; Il maglio del poeta, 2002; Sono nata il ventuno a primavera: diario e nuove poesie, 2005; Canto Milano, 2007; Ogni volta che ti vedo fiorire, 2022; la biografia scritta dalla figlia Emanuela Carniti, Alda Merini, mia madre, 2019).
- Edoardo Sanguineti (Novissimum testamentum, 1986; Corollario 1996, 1996; Atlante del Novecento italiano: la cultura letteraria, 2001; Omaggio a Shakespeare: nove sonetti, 2004; Come si diventa materialisti storici?, 2006)
- Franco Fortini (Diario tedesco 1949, 1991; Franchi dialoghi, 1998)
- Edoardo Cacciatore (Graduali, 1986; Itto itto, 1994)
- Giuseppe Bonaviri (Lip to lip, 1988)
- Alberto Rollo (Un'educazione milanese, 2016)
- Bruno Gambarotta (Non si piange sul latte macchiato, 2016; Il colpo degli uomini d'oro, 2018; Ero io su quel ponte, 2019; La confraternita dell'asino, 2020; L'albero delle teste perdute, 2022; Fuori programma. Le mie memorie dalla Rai, 2023)
- Massimo Cirri (Quello che serve, 2022)
- Tina Anselmi (La Gabriella in bicicletta. La mia Resistenza raccontata ai ragazzi, 2019)
- Lidia Menapace (Io, partigiana. La mia Resistenza, 2014; Canta il merlo sul frumento, 2015)
- Roberto Piumini (Le isole del mare, 2005; Le case di Luca. Diario di un affido, 2017; Non fare la femminuccia. Abbasso gli stereotipi di genere, 2021)
- Antonio Prete (Torre saracena, 2018)

Accanto ad autori già affermati, la casa editrice ha dato spazio anche ad autori ancora all'epoca poco noti come Biagio Cepollaro (Scribeide, 1993), Tommaso Di Francesco (Incorpora testo, 1994), Diego Cugia (Il mercante di fiori, 1997), Giancarlo De Cataldo (Acido Fenico: ballata per Mimmo Carunchio camorrista, 2001), Wanda Marasco (L'arciere d'infanzia, 2003, Premio Bagutta 2004), Antonello Carbone (A Taormina, in inverno, 2013; Il giallo sole di Vendicari, 2017) ed esordienti, come Marcello Frixione (Diottrie, 1991) e Fabio Contestabile (Spazi e tempi, 2011).